# Horst Bartholomeyczik
Horst Bartholomeyczik (* 13. August 1903 in Goluchow; † 2. Juni 1975 in Mainz) war ein deutscher Zivilrechtler und SS-Obersturmbannführer.

## Herkunft und Ausbildung
Bartholomeyczik stammt aus einer ostpreußischen Familie. Er besuchte das Gymnasium in Lötzen und das Königstädtische Gymnasium in Berlin. Sein Studium der Rechts- und Wirtschaftswissenschaften führte ihn an die Universitäten von Königsberg und Breslau, wo er 1928 sein Referendarexamen bestand. Nach dem Assessorexamen (1932, Berlin) promovierte er 1934. Im Jahr 1939 habilitierte er sich an der Universität Breslau. Seine Lehrer waren Walter Schmidt-Rimpler (1885–1975) und Heinrich Lange.
Er war Mitglied der Turnerschaft Markomannia Königsberg (heute: Alte Turnerschaft Eberhardina-Markomannia Tübingen).

## Zeit des Nationalsozialismus
Am 17. Mai 1937 beantragte Bartholomeyczik die Aufnahme in die NSDAP und wurde rückwirkend zum 1. Mai desselben Jahres aufgenommen (Mitgliedsnummer 4.245.226). Im Jahr 1939 wurde er SS-Obersturmbannführer und begann für das Rasse- und Siedlungshauptamt der SS (RuSHA) zu arbeiten, dem er bis 1944 angehörte. Ende 1939 wurde er von Konstantin von Neurath zum stellvertretenden Leiter des Bodenamtes im Reichsprotektorat Böhmen und Mähren ernannt, schied dort aber bereits am 1. September 1940 aus. Bartholomeyczik beteiligte sich an der Forschung für den Generalsiedlungsplan Ost. So förderte die Deutsche Forschungsgemeinschaft (DFG) 1943/44 seine Arbeit zum Thema „Erforschung der rechtlichen Voraussetzungen und der Rechtsform der Ostsiedlung“. Er war Dozent an der von den Nationalsozialisten gegründeten Reichsuniversität Posen und den Universitäten in Frankfurt, Göttingen und Breslau. In Breslau war er auch Landgerichtsrat. Bartholomeyczik war Mitglied im Erbrechtsausschuss der Akademie für Deutsches Recht.

## Wirken nach 1945
Nach 1945 arbeitete Bartholomeyczik als Syndikus für Unternehmen der Industrie und als Repetitor, nachdem er die Universität aufgrund seiner Verwicklung in die NS-Verbrechensherrschaft hatte verlassen müssen. Er setzte sich auch für die Interessen anderer Professoren ein, die nach 1945 aus ebendiesem Grund aus dem Hochschuldienst entfernt worden waren. Im Jahr 1956 wurde er dennoch auf eine zivilrechtliche Professur an der Universität Mainz berufen, die er bis zu seiner Emeritierung 1972 innehatte. Zwischenzeitlich war er auch Oberlandesgerichtsrat in Koblenz.
Bartholomeyczik veröffentlichte über 70 größere Publikationen. Schwerpunkte seiner wissenschaftlichen Arbeit waren das Wirtschaftsrecht sowie das Erb- und Familienrecht.

## Veröffentlichungen
- Die Stimmabgabe im System unserer Rechtshandlungen. (Dissertation), 1934
- Die Miterbengemeinschaft im künftigen Recht. (Habilitationsschrift), 1939
- Erforschung der rechtlichen Voraussetzungen und der Rechtsform der Ostsiedlung. DFG-gefördertes Projekt, Fortführung des "Generalsiedlungsplans", 1943 und 1944
- Die Kunst der Gesetzesauslegung. 4. Aufl. 1967
- Erbrecht, mit Wilfried Schlüter, 10. Aufl. 1975